# Mercury-Little-Joe 5B
Little-Joe 5B (LJ-5B) war ein unbemannter Testflug im Rahmen des Mercury-Programms, des ersten bemannten Raumfahrtprogramms der Vereinigten Staaten, um das Rettungssystem zu erproben.
Der Flug war eine Wiederholung der gescheiterten Mission Little-Joe 5A, die wiederum eine Wiederholung von Little-Joe 5 war. Die Kapsel Nr. 14 konnte nach einer Überholung unter der Bezeichnung 14A wiederverwendet werden.
Diesmal verlief der Flug wie gewünscht und die Kapsel wurde nach 33 Sekunden wie geplant von den Rettungsraketen von der Little-Joe-Rakete gezogen. Die Kapsel wasserte im Atlantik und wurde kurz darauf von einem Hubschrauber geborgen. Sie kann derzeit im Virginia Air and Space Center, Hampton, Virginia besichtigt werden.